# Palác Parlamentu
Palác Parlamentu (rumunsky Palatul Parlamentului, nazývaný též Ceaușescovým palácem, Domem národů /rumunsky Casa Poporului/ nebo Palácem lidu) v Bukurešti je pravděpodobně druhá největší administrativní stavba na světě (po americkém Pentagonu), objemem třetí největší na světě po hale na Cape Canaveral na Floridě, kde se montují rakety, a pyramidě Quetzalcoatl v Mexiku. Stavěla se v letech 1984–1989 a od roku 2007 zde sídlí rumunský parlament.

## Poloha
Stojí v Bukurešti, hlavním městě Rumunska na pravém břehu řeky Dâmbovița a v čele třídy Unirii. Palác je obklopen upravovanými parky a domy v jeho okolí platí v Rumunsku za ty lepší. Silniční tahy u paláce patří mezi hlavní tahy v Bukurešti.

## Historie

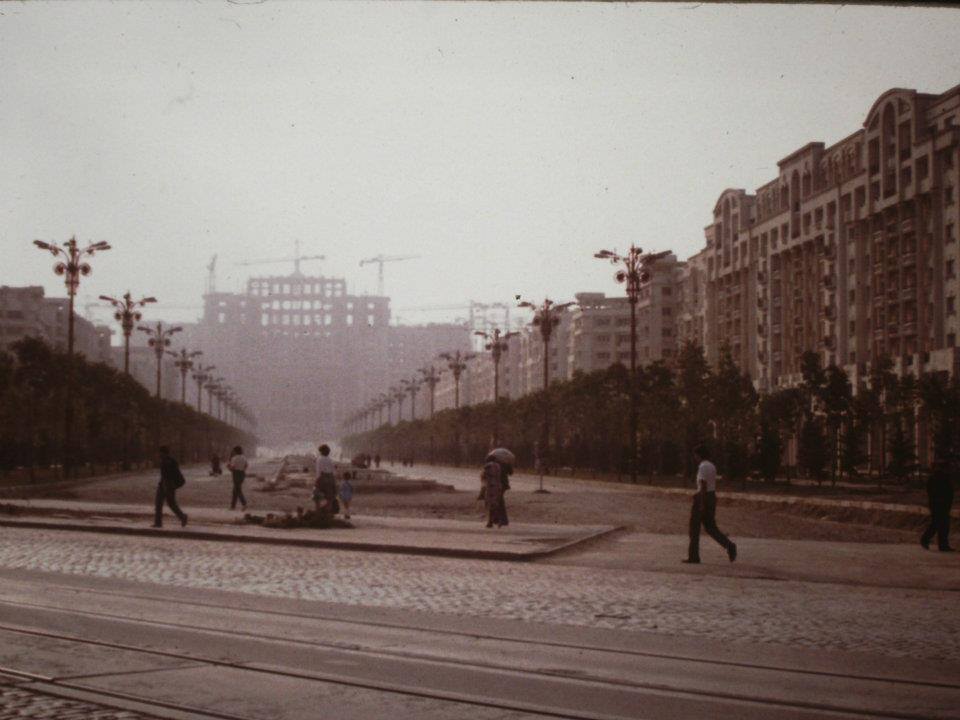
Pohled na palác v době stavby

V roce 1977 postihlo Bukurešť silné zemětřesení, které poskytlo rumunskému komunistickému diktátorovi a prezidentovi Nicolae Ceaușeskovi záminku k úplné demolici čtvrti Dealul Spirii a následné stavbě paláce, který měl být sídlem prezidenta komunistického Rumunska a mnoha státních institucí.
Základní kámen byl položen dne 25. 6. 1984, v době, kdy Rumunsko již dlouhodobě hospodářsky stagnovalo. Velmi náročná stavba skončila prakticky s popravou Nicolae Ceaușesca v roce 1989 po Rumunské revoluci. Za celou dobu se na ní vystřídalo celkem 20 000 dělníků a 600 architektů (hlavním architektem byla Anca Petrescu, 1949–2013).
Dosud nebyly ukončeny práce (a zatím se to neplánuje) na třech podzemních patrech, nebyl ani přistěhován veškerý diktátorem požadovaný nábytek. Po revoluci chyběly v důsledku mimořádně nákladné stavby paláce potřebné finance na udržení stability měny při transformaci ekonomiky a země se mimo jiné kvůli tomu nyní hospodářsky vzpamatovává. Od roku 1997 je Palác lidu sídlem parlamentu, tří muzeí a dalších institucí, ale přesto nebyly až dvě třetiny prostoru paláce nikdy využity. V dubnu 2008 se zde konal summit NATO.

## Fakta o budově
Stavba neměla od začátku předem stanovený styl, v němž se měla stavět, najdeme zde prvky různých stavebních slohů. Leží uprostřed parku o rozloze 300 000 čtverečních metrů (bez paláce). Je 270 metrů široká, 240 metrů dlouhá, 86 metrů vysoká a podzemí s obrovským parkovištěm sahá do hloubky 92 metrů. Celkem má venku 21 křídel a uvnitř neuvěřitelných 12 nadzemních a 8 podzemních pater. Celková plocha všech podlah činí 330 000 čtverečních metrů (přízemnější odhady mluví o 265 až 300 tisících), což je nejvíce v Evropě. Stavba s objemem přes 2,5 milionu krychlových metrů váží přes 4 miliony tun a je tak těžká, že se ročně propadá o 6 mm do země.
Ceaușescu, posedlý strachem z atentátu, nechal v paláci postavit i atomový kryt a několik tajných únikových tunelů, s nimiž se počítalo jako s nouzovými východy i při posledním summitu NATO. V celém objektu je přibližně 1100 místností, značná část nebyla dosud ani dokončena. Jde převážně o kanceláře, přijímací salony či sály pro konference všeho druhu.
Celkem se zde použilo okolo milionu tun mramoru, 3500 tun křišťálového skla na 480 lustrech a 1400 stropních světlech a mnoha zrcadlech, dalších 900 lustrů je skleněných. Dále je nutno se zmínit o 700 tunách bronzu, bezmála milionu krychlových metrů dřeva a čtvrt milionu čtverečních metrů koberců, následuje 5500 tun betonu, 7000 tun oceli, 20 000 tun písku, 1000 tun čediče, 200 000 krychlových metrů skla a 3500 čtverečních metrů kůží. Některé haly jsou vysoké až dvacet metrů. Dále zde najdeme například dvoutunový závěs, který musel být utkán až na místě, některé závěsy jsou protkané zlatem a stříbrem. Téměř všechny tyto prvky jsou rumunského původu.